# Patrick Eddy
Patrick Eddy (Echuca, 17 oktober 2002) is een Australisch wielrenner die in 2024 prof werd bij Team dsm-firmenich PostNL. Zijn oudere broer Samual is ook wielrenner.

## Carrière
Als eerstejaars junior werd Eddy nationaal kampioen in zowel de tijdrit als de wegwedstrijd. Zijn titel in het tijdrijden verdedigde hij een jaar later met succes. In de wegwedstrijd moest hij dat jaar genoegen nemen met zilver.
In 2024 werd Eddy prof bij Team dsm-firmenich PostNL, dat hem na twee seizoenen liet doorschuiven vanuit de opleidingsploeg. Zijn debuut in de World Tour maakte hij in januari van dat jaar, toen hij aan de start stond van de Tour Down Under. In de openingsrit sprintte hij naar de veertiende plek.

## Overwinningen
2019
 Australisch kampioen op de weg, Junioren
 Australisch kampioen tijdrijden, Junioren
2020
 Australisch kampioen tijdrijden, Junioren

## Resultaten in voornaamste wedstrijden
|      | \| Jaar \| Gent-Wevelgem \| Ronde van Vlaanderen \| Parijs-Roubaix \| Waalse Pijl \| Parijs-Tours \| \| ---- \| ------------- \| -------------------- \| -------------- \| ----------- \| ------------ \| \| 2024 \| opgave \| opgave \| opgave \| opgave \| 21e \| \| 2025 \| \| 91e \| opgave \| \| \| |                      |                |             |              |
| Jaar | Gent-Wevelgem | Ronde van Vlaanderen | Parijs-Roubaix | Waalse Pijl | Parijs-Tours |
| 2024 | opgave | opgave               | opgave         | opgave      | 21e          |
| 2025 | | 91e                  | opgave         |             |              |

## Ploegen
- 2021 –  Team BridgeLane
- 2022 –  Development Team DSM
- 2023 –  Development Team dsm-firmenich[a]
- 2024 –  Team dsm-firmenich PostNL
- 2025 –  Team dsm-firmenich PostNL

Andresen · Bardet · Barguil · Van den Berg · Bevin · Bittner · Van den Broek · Combaud · Degenkolb · Dinham · Eddy · Edmondson · Eekhoff · Hamilton · Jakobsen · Leemreize · Leijnse · Liepiņš · Märkl · Naberman · Onley · Poole · Roosen · Tusveld · van Uden · Vermaerke · Welten · Koerdt (stagiair)